# Grammodes latifera
Grammodes latifera là một loài bướm đêm trong họ Erebidae.